# Lassaâd Abdelli
Pour les articles homonymes, voir Abdelli.
Lassaâd Abdelli (arabe : لسعد العبدلي), né le 18 septembre 1960 à Mégrine, est un footballeur tunisien.

## Clubs
- ?-juillet 1986 : Club africain (Tunisie)
- juillet 1986-juillet 1987 : K Berchem Sport (Belgique)
- juillet 1987-juillet 1988 : Alemannia Aachen (Allemagne)
- juillet 1988-juillet 1989 : RFC Sérésien (Belgique)

## Sélections
- 31 matchs internationaux (4 buts)[1]